# Absolute temperatuur
Absolute temperatuur of thermodynamische temperatuur is de temperatuur gemeten op een ratioschaal ten opzichte van het absolute nulpunt. De absolute temperatuur is vastgelegd door de verhouding van temperaturen in een carnotproces.
De temperatuur van een voorwerp of systeem is een maat voor de thermische energie van dat voorwerp, dat wil zeggen van de hoeveelheid beweging van de samenstellende delen, bijvoorbeeld moleculen, van het voorwerp. Er is daarom een laagst mogelijke temperatuur, namelijk waarbij deze delen alleen nog bewegen met de nulpuntsbeweging (nulpuntsenergie). Dit is het absolute nulpunt, gelegen op -273,15 °C, of (per definitie) 0 K. Een lagere temperatuur is niet mogelijk.

## Definitie
De relatieve verhouding van twee absolute temperaturen {\displaystyle T_{\text{laag}}} en {\displaystyle T_{\text{hoog}}>T_{\text{laag}}} is gedefinieerd als het energierendement van een carnotproces tussen deze temperaturen.
{\displaystyle {\frac {T_{\text{hoog}}-T_{\text{laag}}}{T_{\text{hoog}}}}=\mathrm {rendement} ={\frac {W}{Q}}}
waarin {\displaystyle W} de arbeid is die in een carnotproces door het gas wordt verricht en {\displaystyle Q} de hoeveelheid warmte die door het proces als warmte wordt opgenomen uit een reservoir met temperatuur {\displaystyle T_{\text{hoog}}}.
Het carnotproces verloopt als volgt:
1. Het gas, met temperatuur {\displaystyle T_{\text{hoog}}}, wordt isothermisch in contact gebracht met een warmtereservoir met temperatuur {\displaystyle T_{\text{hoog}}}, waarbij het een hoeveelheid warmte {\displaystyle Q} opneemt. Daarbij wordt het gas zo geëxpandeerd dat de temperatuur niet stijgt. Het gas verricht daardoor arbeid.
2. Dan wordt het gas adiabatisch adiabatisch verder geëxpandeerd tot de temperatuur {\displaystyle T_{\text{laag}}} is bereikt. Ook nu verricht het gas een hoeveelheid arbeid. In totaal is de hoeveeheid verrichte arbeid in deze en de vorige stap {\displaystyle W}.
3. Vervolgens wordt het in contact gebracht met een warmtereservoir met temperatuur {\displaystyle T_{\text{laag}}} en isothermisch gecomprimeerd onder het overdragen van de resterende hoeveelheid warmte {\displaystyle Q-W}.
4. Ter completering van de cyclus wordt het gas adiabatisch gecomprimeerd tot het de begintoestand bereikt.

Het is niet moeilijk aan te tonen dat de verhouding {\displaystyle W/Q} voor al zulke carnotprocessen hetzelfde is.

## Temperatuurschaal
Door de keuze van een vast punt op de temperatuurschaal en daarvan de absolute temperatuur vast te leggen, ontstaat een schaal voor absolute temperatuur. Absolute temperatuur wordt doorgaans uitgedrukt in kelvin, de SI-basiseenheid voor temperatuur. 
Tot de herdefinitie van de basiseenheden in 2019 werd voor de gebruikelijke kelvinschaal voor het punt 273 K het tripelpunt van water gekozen. Daarna is de kelvin gedefinieerd door middel van de constante van Boltzmann. De rankineschaal is een andere schaal voor absolute temperatuur, die parallel loopt met de fahrenheitschaal. Het punt 459,67 R komt overeen met 0 °F.